# Gamalero
Gamalero (piemontiul: Gamaleri) település Olaszországban, Piemont régióban, Alessandria megyében. Lakosainak száma 802 fő (2023. január 1.). Gamalero Cassine, Castelspina, Mombaruzzo, Carentino, Castellazzo Bormida, Sezzadio és Frascaro községekkel határos.

## Népesség
A település lakossága az elmúlt években az alábbi módon változott:
| Lakosok száma | 848  | 832  | 802  |
|               | 2017 | 2018 | 2023 |